# Huamuchititán
Huamuchititán är en ort i Mexiko.   Den ligger i kommunen Cuautepec och delstaten Guerrero, i den södra delen av landet, 300 km söder om huvudstaden Mexico City. Huamuchititán ligger 377 meter över havet och antalet invånare är 576.
Terrängen runt Huamuchititán är huvudsakligen kuperad, men åt sydost är den platt. Runt Huamuchititán är det glesbefolkat, med 19 invånare per kvadratkilometer. Närmaste större samhälle är Cuautepec, 4,9 km väster om Huamuchititán. I omgivningarna runt Huamuchititán växer huvudsakligen savannskog.